# Rabbi Emanuel Rabinovich
Rabbi Emanuel Rabinovich är en fiktiv figur skapad av antisemiten Eustace Mullins. Den fiktiva figuren används inom antisemitisk propaganda.
Rabbi Rabinovich tillskrivs ett tal som behandlar en planerad judisk sammansvärjning med målet att uppnå världsherravälde genom ett tredje världskrig. Talet ska enligt Mullins ha hållits vid ett extrainkallat möte för Europas rabbiner i Budapest den 12 januari 1952.